# Lodewijk Frans II van Bourbon-Conti
Lodewijk Frans II Jozef van Bourbon (Parijs, 1 september 1734 – Barcelona, 13 maart 1814) was prins van Conti na de dood van zijn vader Lodewijk Frans I. Zijn moeder was prinses Louise Diane van Orléans, de jongste dochter van hertog Filips II van Orléans en regent van Frankrijk tijdens de minderjarigheid van koning Lodewijk XV van Frankrijk. Lodewijk Frans II was een lid van het huis Bourbon en kreeg daardoor ook de titel prins van het Eerste Bloed.
Hij trad in het huwelijk met zijn nichtje Maria Fortunata d'Este van Modena (1734-1803), een dochter van Francesco III d'Este, hertog van Modena en Charlotte Aglaë van Orléans. Charlotte was een zuster van de moeder van Lodewijk Frans II. Via Maria Fortunata was hij een schoonbroer van de hertog van Penthièvre, de rijkste man van heel Frankrijk.
Lodewijk Frans was een getalenteerd soldaat en bewees dat tijdens de Zevenjarige Oorlog. Hij koos de kant van Maupeou in de strijd tussen de kanselier en het parlement. In 1788 verklaarde hij dat de integriteit van de grondwet moest worden gehandhaafd. Hij emigreerde tijdens de 
Franse Revolutie, maar weigerde deel te nemen aan de plannen voor de invasie van Frankrijk. Hij keerde terug naar zijn vaderland in 1790.
Hij werd op bevel van de Nationale Conventie in 1793 gearresteerd, maar werd vrijgesproken. Hij verviel tot armoede door de inbeslagname van al zijn bezittingen. In 1797 besloot het Directoire om de laatste Bourbons in Frankrijk in ballingschap te sturen. Hij werd naar Spanje gestuurd samen met zijn weinige familieleden in Frankrijk, die niet omgekomen waren tijdens de Revolutie, met inbegrip van de hertogin van Bourbon. In de buurt van Barcelona leefde hij in totale armoede. Hij nam niet deel aan pogingen van de royalisten om naar Frankrijk terug te keren en leefde een geïsoleerd bestaan tot aan zijn dood in 1814. Door zijn dood stierf het huis Bourbon-Conti uit.